# Корпачев, Вадим Валерьевич
Вадим Валерьевич Корпачев (род. 1 февраля 1945 года, город Киев) — украинский учёный, ведущий специалист в области фундаментальной и клинической фармакологии, фармакотерапии сахарного диабета и эндокринных заболеваний, эндокринолог, профессор, доктор медицинских наук, заслуженный деятель науки и техники Украины (1994), член Европейской Академии Естественных наук.

## Биография
Рождение и ранние годы
Вадим Валерьевич Корпачев родился 1 февраля 1945 года в городе Киев.
Отец, Корпачев Валерий Иванович, инженер-геолог, родом из Смоленской области, Рославльского района, деревни Католино.
Бабушка по отцу, Вевель Мария Ивановна, потомственная дворянка Могилевской губернии, дочь управляющего имением князей Кропоткиных, римско-католического вероисповедания. Основатель рода переехал из Британии в XVII веке.
Дедушка по отцу, Иван Венедиктович, предприниматель, маркшейдер шахты Кондратьевка в г. Горловка.
Мать, Глушан Муза Трофимовна, техник-архитектор, родилась в Полоцке, всю жизнь прожила в Киеве.
Бабушка по матери, Кавбро Мария Францевна, дочь переселенца из Литвы куршского происхождения, родилась в Кронштадте, телеграфный служащий, римско-католического вероисповедания.
Дедушка по матери, Глушан Трофим Федотович, родом из деревни Подлипное Конотопского района, окончил высшее инженерное училище в Кронштадте.
В. В. Корпачев начал трудовую деятельность в 16 лет с 1961 г., работая санитаром в Киевском научно-исследовательском институте ортопедии и травматологии МЗ Украины, обучаясь в вечерней школе рабочей молодежи № 44. В 1962 г. окончил школу и поступил в Киевский медицинский институт им. А .А. Богомольца на лечебный факультет. В 1968 г. окончил «с отличием» институт по специальности «лечебное дело» со сцециализацией «внутренние болезни» и по конкурсу принят в аспирантуру Института эндокринологии и обмена веществ МЗ Украины в лабораторию экспериментальной фармакотерапии по специальности «биохимия». С тех пор институт остаётся его основным местом работы, где он прошёл путь от младшего научного сотрудника до заведующего отделом.

## Научная деятельность
В 1972 г. В. В. Корпачеву была присвоена научная степень кандидата медицинских наук и он был зачислен на должность младшего научного сотрудника в лабораторию экспериментальной фармакотерапии Института эндокринологии и обмена веществ МЗ Украины, в 1978 г. — старшего научного сотрудника. В 1988 году его избрали руководителем лаборатории, на базе которой он создал отдел клинической фармакологии и фармакотерапии эндокринных заболеваний. В. В. Корпачев организовал первое в Украине отделение клинической фармакологии. В 1992 г. он защитил докторскую диссертацию, а 2008 году ему присвоили научное звание профессора по специальности «эндокринология».
В. В. Корпачев является основателем в Украине научного направления «клиническая фармакология эндокринных заболеваний» и автором приоритетных фундаментальных работ, посвящённых теоретическим представлениям о механизме действия и практическому рациональному использованию препаратов для лечения эндокринных заболеваний. Он был главным исследователем в проведении многих клинических испытаний новых лекарственных препаратов отечественного и зарубежного производства.
Первые его исследования были посвящены изучению фармакокинетике хлодитана, который блокирует биосинтез стероидных гормонов в надпочечных железах. Результаты этих исследований были включены в научную документацию для присуждения Государственной премии Украины коллективу сотрудников Института эндокринологии и обмена веществ.
Изучение кортиколитической активности аналогов хлодитана в зависимости от свойств замещающих радикалов в базовой молекуле позволило доказать, что механизм действия препарата связан с «летальным синтезом» в надпочечниках. Выявленная особенность позволяет использовать новые принципы в поиске активних ингибиторов стероидогенеза.
Результаты его исследований факторов селезёнки продемонстрировали, что образующиеся в этом органе полиамины обладают адаптогенними свойствами и могут оказывать лечебный эффект. Проведённый анализ позволяет прогнозировать открытие новых биологически активных веществ в организме, которые образуются путём декарбоксилирования аминокислот, а также открывают перспективы создания на их основе лекарственных средств.
Уникальным является описание и анализ биологически активных веществ животного происхождения, которые могут служить базовыми молекулами при создании нових фармакологических препаратов.
Он также проанализировал универсальные особенности ответа организма на введение лекарственных средств в зависимости от дозы и плацебо,
Много лет В. В. Корпачев посвятил изучению механизмов развития сахарного диабета. Исследуя особенности формирования инсулинорезистентности, сотрудниками его отдела проведена серия исследований по изучению белковых факторов крови, которые связывают инсулин, а также удалось разработать методы выделения специфических белковых контррецепторных и контринсулиновых факторов, которые могут принимать участие в развитии нарушений углеводного обмела.
Под его руководством исследована зависимость изменения гормонально-метаболических показателей у больных сахарным диабетом типа 2 от баланса стероидных гормонов, возраста, пола, инсулинемии, что позволило сформулировать концепцию формирования «метаболических фенотипов», как ведущих факторов возникновения и течения этого заболевания и сердечно-сосудистых осложнений. Выдвинутая концепция является основой для разработки более дифференцированных методов фармакологической коррекции выявленных нарушений.
Ему удалось обобщить многочисленные сведения о свойствах сладких веществ и сахарозаменителей и дать обоснованные рекомендации по их применению у больных сахарным диабетом.
В. В. Корпачев обосновал введение таких новых для диабетологии понятий как «инсулинорезистентная болезнь», «бином диабететологии» и «глюкозосенситайзеры».
В связи с открытием «белковой наследственности» и «конформационных заболеваний», он обосновал нове возможные механизмы развития сахарного диабета типа 2 и необходимость пересмотра некоторых принципов фармакотерапии этого заболевания.
Под его руководством разработаны методы коррекции осложнений супрессивной фармакотрапии заболеваний щитовидной железы.
В 1993 году В. В. Корпачев сформировал и двадцать лет возглавлял «комиссию по гормонам, витаминам и пищевым добавкам» Государственного фармакологического комитета Минздрава Украины, которая в последующем была переименована в «комиссию по лекарственным препаратам для лечения эндокринных заболеваний». В этот период ему приходилось принимать участие в разработке методических рекомендаций и руководств по рациональному использованию противодиабетических препаратов в лечебном процессе. В своих работах В. В. Корпачев обосновал недостаточность оценки качества препаратов инсулина только на основании клинических данных о его гипогликемических свойствах, а требуется комплексная оценка их свойств. В своих многочисленных выступлениях на научно-практических конференциях, в написанных статьях и методических рекомендациях он впервые в Украине поднял вопрос о «биосимилярах».
Начиная с 2008 года В. В. Корпачев активно внедряет регламентирующие положения FDA, согласно которым при оценке качества сахароснижающих препаратов недостаточно использовать только их терапевтическую активность, на которую ориентируются врачи в своей практической деятельности, а необходимо учитывать долгосрочные эффекты.
Много внимания уделял В. В. Корпачев прикладным вопросам. При его непосредственном участии проведены исследованния сахароснижающих свойств производных γ-аминомасляной кислоты, борадамантана и аминоадамантана, а также проведено доклиническое изучение целого ряда лекарственных средств, которые в последующем были внедрены в промышленное производство (хлодитан, вилозен, бетазин, дийодтиронин, лапчатка белая, йодид, гликлазид).
После аварии на Чернобыльской АЭС главное внимание он сосредоточил на создании гормональных препаратов щитовидной железы. Доклинические исследования препарата тироксин были высоко оценены комиссией Европейских содружеств (программа TASIS), что послужило основаним для выделения Украине помощи в размере 2,3 млн экю для налаживания его производства на ОАО «Фармак».
Он принимал участие в разработке контрольно-аналитической документации на высококачественные человеческие инсулины для создания отечественного производств этих препаратов на ЗАО «Индар» и ОАО «Фармак», а также выполнил ряд работ по усовершенствованию технологии препарата «Спленин».
В. В. Корпачев избран академиком Европейской Академии Естественных наук, является членом Европейской ассоциации эндокринологов, Европейской ассоциации по изучению диабета, Ассоциации эндокринологов Украины, Украинского научного общества фармакологов, входит в состав правления Республиканской Проблемной Комиссии МЗ и НАМН Украины «Эндокринология».
Он является членом редакционного совета журналов «Эндокринология», «Международный эндокринологический журнал», «Фитотерапия Украины», «Рациональная фармакотерапия» и «Здоровье Украины».
В течение нескольких лет В. В. Корпачев вёл передачи «Ваше здоровье» на центральном телевидении, создавая сценарии и формируя программы, а также принимал участие в проведении аналогичных программ на радио.

## Личная жизнь
Женат на Татьяне Ивановне Перетятко, кандидате биологических наук. Дочь Олеся Вадимовна Корпачева-Зиныч (1980 г.р.) — доктор медицинских наук. Внучка Вероника (2003 г.р.)

## Публикации

#### Книги
- 1. Современные гормональные средства. Київ, Здоров’я, 1994. — 559 с. (в соавторстве)
- 2. Лекарственные пробы в эндокринологии // Киев, «Триумф», 2001.- 128 с. (в соавторстве)
- 3. Инсулин и инсулинотерапия. Київ: «Тріумф», 2001.- 454 с
- 4. Основи клінічної фармакології цукрового діабету та його ускладнень (Посібник для лікарів). — Київ: Книга плюс, 2004. — 104 с. (в соавторстве)
- 5. Сахара и сахарозаменители. — Київ: Книга плюс, 2004. — 320 с.
- 6. Фундаментальне основы гомеопатической фармакотерапии. //Київ: Четверта хвиля, 2005. — 296 с.
- 7. Підсолоджуючі речовини у харчуванні людини. Київ, 2005. — 446 с. (в соавторстве).
- 8. Руководство по клиническому изучению сахароснижающих лекарственных средств у больных сахарным диабетом. Методические рекомендации. Киев: Авиценна, 2005. — 96 с. (в соавторстве).
- 9. Препараты селезёнки в лечении заболеваний. Киев, 1983, — с.15;
- 10. Популярно о фармакологии. Киев, Наукова думка,1989,-184 с.
- 11. Целебная фауна. М., Наука, 1989, — 185 с.
- 12. Плацебо и «еффект плацебо». 2007, К. Книга плюс, 2005, — 40 с.
- 13. Корекція ускладнень супресивної фармакотерапії захворювань щитоподібної залози- К.: Пульсари, 2010. — 96 с. (в соавторстве)
- 14. Державний формуляр лікарських засобів / МОЗ України; Державний фармакологічний центр. Вип.1-6 , 2009—2014, (в соавторстве)- К.: Моріон,
- 15. Стандартизація біотехнологічних/біологічних продуктів. Київ, 2013, Міністерство Охорони Здоров’я, −109 с.
- 16. Эволюция взглядов в диабетологии. Київ: Книга плюс, 2011. — 223 с. (в соавторстве)

#### Редактирование
- 1. Метаболизм негемового железа при сахарном диабете 2 типа / В. Н. Скибун, И. П. Лубянова, Н. М. Гурина, О. В. Корпачева-Зиныч, А. А. Шупрович. — К.: Полиграфинтер, 2013. — 104 с.
- 2. Экстракты стевии. Сахарозаменители с лечебными свойствами / О. В. Корпачева-Зиныч,Ю. А. Чёрная/., Киев, 2010, — 85 с.

#### Другие публикации
- 1. Публиковался в газетах «Ваше здоров’я» (Киев), «Здоров’я України» (Киев), «Мистецтво лікування» (Киев), Голос Украины, и др.